# 松比良平太
松比良 平太（まつひら へいた、1980年7月13日 - ）は、埼玉県所沢市出身の元プロ野球選手（捕手）。

## 来歴・人物
習志野市立習志野高等学校（同級生に玉田圭司・吉野智行ら）から、1998年のドラフト7位で大阪近鉄バファローズに指名され入団。
一軍での試合出場がないまま、4年目の2002年オフに戦力外通告を受け、現役を引退した。
引退後の2003年からは近鉄でブルペン捕手を務めていたが、2004年限りで球団が消滅。
翌2005年、新規参入を果たした東北楽天ゴールデンイーグルスに入り、2014年までブルペン捕手を務めた。その間、2008年には北京オリンピック野球日本代表のチームスタッフも務めた。
2015年から二軍用具係に異動となり、2016年からは二軍マネージャーを務めた。
2018年からは一軍マネージャーを務めている。

## 詳細情報

### 年度別投手成績
- 一軍公式戦出場なし

### 背番号
- 69 （1999年 - 2002年）
- 106 （2003年 - 2014年）